# John Breckinridge (fiscal general)
John Breckinridge (2 de diciembre de 1760 - 14 de diciembre de 1806) fue un abogado, plantador, soldado, y político en los estados de Virginia y Kentucky. Sirvió varios términos en las legislaturas estatales de Virginia y Kentucky antes de ser nombrado al Senado de los Estados Unidos. También sirvió como fiscal general durante el segundo término del presidente Thomas Jefferson. Es el progenitor de la familia política de Breckinridge en Kentucky y el Condado de Breckinridge, Kentucky, fue nombrado en su honor.

## Primeros años y familia
El abuelo de John Breckinrdige emigró de Irlanda al Condado de Bucks, Pensilvania, alrededor de 1728. En 1740, la familia se mudó al Condado de Augusta cerca de la ciudad de Staunton en Virginia.
John Breckinrdige nació en el Condado de Augusta el 2 de diciembre de 1760. Su madre era la hija de John Preston de la familia política Preston, y su padre era un veterano de la Guerra franco-indígena, granjero, sheriff, y juez de paz. Pronto después del nacimiento de John, la familia se mudó al Condado de Botetourt.
Después de la muerte de su padre en 1773, Breckinridge ayudó a apoyar su familia por vender whisky, brandy, y cáñamo. Aprendió laagrimensura de su tío y tenía un trabajo administrativo en la Oficina de Tierras del Condado de Botetourt en Fincastle. En 1780, el tío de John le nombró el agrimensor adjunto del Condado de Montgomery en 1780. Más tarde ese año, matriculó en el College of William & Mary). George Wythe fue uno de sus instructores.
La Guerra de Independencia de los Estados Unidos obligó al cierre del College, y durante la guerra, tropas británicas, francesas y estadounidenses usaron la universidad como cuartel.

### Inicios de carrerra política
Aunque no buscó la posición y no tenía edad para servir, los votantes del Condado de Botetourt eligieron a Breckinridge dos veces para representarlos en la Cámara de Delegados de Virginia en 1780.
El 28 de mayo de 1781, Breckinridge llegó a Charlottesville, donde la Cámara se reunía debido a la amenaza británica. El 4 de junio la Cámara se huyó a Staunon, y completó su sesión allí. Breckinridge se quedó con su madre entre sesiones, y se reunió con la legislatura en Richmond en noviembre de 1781. Mucha de la sesión constaba de emitir resoluciones de gracias para los individuos que habían asegurado esa ciudad mediante la derrota de Cornwallis en Yorktown.
Breckenridge no volvió a universidad debido a dificultades financieras, y no buscó la reelección en 1782. Más bien, pasó un año sirviendo como agrimensor, y fue reelegido a la Cámara de Delegados en 1783. La Cámara aplazó el 28 de junio de 1783, y Breckenridge volvió a la universidad, estudiando hasta el fin del año. Después del fin de la guerra, Breckinrdige pidió que no se impusieran castigos en los ex lealistas. A diferencia de sus opiniones más tardes, Breckinridge quería un gobierno central más fuerte que el gobierno de los Artículos de la Confederación; argumentaba que el gobierno nacional no podría sobrevivir a menos que pudiese imponer impuestos sobre sus ciudadanos.
Problemas financieros también obligó a Breckinridge a salir de William and Mary en 1784. George Hancock derrotó a Breckinridge en las elecciones para la Cámara de Delegados. Tras su derrota, Breckinridge fue elegido para representar el Condado de Montgomery, donde sirvió como agrimensor. Trabajó con James Madison para emitir una ley de libertad religiosa propuesta por Thomas Jefferson unos 5 años antes. En 1785 Breckinrdige fue admitido a la abogacía y empezó a ejercer en Charlottesville.
El 28 de junio de 1785, Breckinridge se casó con Mary Hopkins (Polly) Cabell. El matrimonio tuvo nueve hijos.

## Traslado a Kentucky
En 1789, siguiendo a muchos miembros de su familia, Breckinridge viajó al oeste para buscar tierra para construir una finca. El año siguiente, pagó 360 libras por 600 acres cerca de la ciudad contemporánea de Lexington, Kentucky.
En febrero de 1792 Breckinridge fue elegido a la Cámara de Representantes de los Estados Unidos como miembro del Partido demócrata-republicano. Sin embargo, salió para Kentucky en marzo de 1793 sin servir un día en Congreso. Su familia llegó a Kentucky en abril de 1793 junto con 25 esclavos y estableció una plantación, Cabell's Dale. Finalmente, su plantación daría maíz, trigo, centeno, cebada, semillas de césped y cáñamo. También criaba caballos de pura sangre, estableció un huerto, y ejercía la ley. Participó en especulación de tierras, especialmente en el Territorio del Noroeste .
Breckinridge buscó maneras de vender sus bienes excedentes, y sirvió como miembro fundador de la Sociedad Democrática de Kentucky, que presionaba para que el gobierno asegurara de España el uso ilimitado del Río Misisipi. Prometió fondos para la operación militar del ministro francés Edmond-Charles Genêt contra España, pero Genêt fue retirado antes de la expedición. La resistencia de los estados del este, especialmente de los políticos federalistas, hizo que Breckinridge reconsiderara su apoyo de un fuerte gobierno central.
Breckinridge también se preocupaba con el envío terrestre de productos hacia Virginia, y en 1795 ayudó a establecer un comité para recaudar fondos para una carretera uniendo el desfiladero de Cumberland con el centro de Kentucky. Breckinridge se mostraría decepcionado con la calidad de la ruta una vez completada.
A Breckinridge también le interesaba la educación. Antes de trasladarse a Kentucky, acumuló una gran biblioteca a la que permitía acceder a los estudiantes de Kentucky. También otorgó fondos para una biblioteca en Lexington. Promovió el establecimiento de una universidad en Lexington, lo que dio fruto con el establecimiento del Seminario de Translylvania, donde sería elegido a la junta de gobierno en 1793.

## La Política de Kentucky
Kentucky necesitaba líderes capacitados, y el 19 de diciembre de 1793 el gobernador de Kentucky Isaac Shelby nombró a Breckinridge el fiscal general. El secretario de estado de los Estados Unidos Edmund Randolph pidió que Shelby impidiera que los agentes franceses en Kentucky organizaran una expedición contra Luisiana española. Breckinridge aconsejó que Randolph no tuvo autoridad para interferir. Aunque la falta de financiamiento impidió la expedición, la respuesta neutral de Shelby instó la aprobación de la Ley de Neutralidad de 1794, la que prohibió la participación en tales expediciones por ciudadanos estadounidenses.
En noviembre de 1794, el Partido demócrata-republicano eligió a Breckinridge para ser su candidato al Senado de los Estados Unidos. Sin embargo, la Legislatura de Kentucky eligió al federalista Humphrey Marshall para el escaño.
El 30 de noviembre de 1797, Breckinridge renunció porque no estaba de acuerdo con la manera en la que el gobernador James Gerrard fue elegido, y el fiscal general sería obligado a representar el estado en corte. Un mes más tarde, declaró su candidatura para la Cámara de Representantes de Kentucky. Recibió los más votos de todos los candidatos en la carrera.
En la Cámara, Breckinridge luchó para la reforma del código penal del estado, el que impuso la pena capital para más de 200 crímenes. En enero de 1798, introdujo su código propuesto en la Asamblea General. La Asamblea reformó el código y abolió la pena de muerte para todos los crímenes excepto el asesinato.
En agosto, Breckinridge viajó a Sweet Springs en Virginia para mejorar su salud. Recibió una redacción de resoluciones escritas por el vicepresidente Thomas Jefferson que denunciaban las Leyes de Extranjería y Sedición. Jefferson quería mantener secreta su autoría, así que Breckinridge aceptó el crédito para las resoluciones. Debido a la incertidumbre acerca de las actividades de Breckinridge en Virginia, el nivel de su influencia sobre la redacción inicial de las resoluciones es desconocido.
El 5 de noviembre de 1798, el gobernador de Kentucky animó a la Asamblea General a expresar sus opiniones sobre las Leyes de Extranjería y Sedición. Breckinridge fue nombrado presidente de un comité para este propósito. El 10 de noviembre el comité emitió las Resoluciones de Kentucky contra las leyes no populares. Durante el debate sobre las Resoluciones, Breckinridge propuso que la legislatura invalidara las leyes en el caso de que la mayoría de estados declararan su oposición y el Congreso no las revocara. Las dos Cámaras aprobaron las resoluciones y el gobernador las firmó.
En la sesión de 1799, Breckinridge asumió la tarea de redactar resoluciones para reafirmar los principios de las primeras. Para Breckinridge, su autoría supuesta de las resoluciones originales elevó su popularidad en Kentucky.
Después de la elección gubernamental disputada de 1796, muchos ciudadanos de Kentucky desearon una nueva convención constitucional para su estado. Breckinridge se oponía a una convención, temiendo que cambios amenazaran su poder y riquezas. Sin embargo, el deseo para una convención era tan fuerte que su posición casi le costó a Breckinridge su escaño en la legislatura. A pesar de los esfuerzos de conservadores como Breckinridge, la Asamblea General aprobó una convención. En mayo de 1799, Breckinridge fue elegido a la convención. Junto con otros conservadores, Breckinridge introdujo resoluciones para guiar los procesamientos hacia posiciones conservadoras.
La Convención aceptó la distribución de representantes basada en población, la adición de la oficina de vicegobernador, y la votación por voz en la legislatura, posiciones que Breckinridge defendió. Sin embargo, no logró preservar el colegio electoral que eligió el gobernador y senadores del estado. Debido a su papel clave en la convención, Breckinridge es considerado el padre de la constitución ratificada en 1799, y surgió como líder de su partido. Fue reelegido como Presidente de la Cámara en 1800.

## Senador de los Estados Unidos
El 20 de noviembre de 1800, la Asamblea General de Kentucky eligió a Breckinridge al Senado de los Estados Unidos. Era elegible para la sesión especial que inició el 4 de marzo de 1801, pero su citación a la sesión quedó no enviada, y Breckinridge perdió toda la sesión. 
En el Senado, los demócratas-republicanos tenían una mayoría estrecha. Breckinridge sirvió como dirigente para su partido y el nuevo presidente Thomas Jefferson. Su apoyo a la Ley judicial de 1801, la que había aumentado la cantidad de cortes y jueces federales, resultó controversial, pero el Senado votó estrechamente para revocar las leyes.
Breckinridge promovió las mejoras internas y formó una coalición con legisladores de Carolina del Sur, Georgia, Tennessee, y Kentucky para apoyar un sistema de carreteras conectando las costas sureñas con la frontera del oeste, pero las rutas propuestas resultaron imposibles con la tecnología disponible en esa época. La revocación por España del derecho de depósito de Kentucky en Nueva Orleans, violando el Tratado de Pinckney, frustró y enojó a los residentes de la frontera. Aunque muchos querían una guerra contra España, Jefferson creía que una resolución diplomática era posible, y pidió la calma. Los federalistas, en un intento de dividir los demócratas-republicanos y ganarse favor con el Oeste, abandonaron su apoyo a paz. El federalista de Pensilvania James Ross introdujo una medida asignando 5 millones de dólares y levantando a 50.000 milicianos para tomar el Territorio de Luisiana. Para estancar el conflicto, Breckinridge propuso una resolución sustituta el 23 de febrero de 1803, asignando a 80.000 milicianos y fondos ilimitados para la invasión de Nueva Orleans, pero a la discreción del presidente. La resolución de Breckinridge fue aceptado después de un debate intenso.
Antes de la necesidad de una invasión, embajadores de los Estados Unidos se enteraron de que España había cedido el Territorio de Luisiana a Francia mediante el Tratado de San Ildefonso, y Francia ofreció vender el territorio a los Estados Unidos. Robert R. Livingston y James Monroe, ministros estadounidenses en Francia, acordaron comprar el territorio, aunque no tenían autoridad para hacerlo. A Jefferson le complació la compra, pero temía que no tuviera la autoridad constitucional para aprobarla. En una carta para Breckinridge, Jefferson propuso que Breckinridge introdujera una enmienda constitucional simple para autorizar la compra. En lugar de eso, Breckinridge formó una coalición con senadores occidentales para aprobar la compra.
Jefferson elaboró un sistema para gobernar el territorio, pero envió su redacción a Breckinridge para que este la introdujera en el Senado para evitar oposición de los federalistas.
Para julio de 1803, ciudadanos de los estados occidentales empezaron a promover a Breckinridge como candidato para vicepresidente en las elecciones presidenciales de 1804, deseando más representación en el gobierno federal. Se esperaba que Jefferson sería reelegido, pero la mayoría de su partido estaba desencantada con su vicepresidente Aaron Burr. Su servicio como dirigente en el senado hizo a Breckinridge una opción natural. La reunión electoral del Partido demócrata-republicano se reunió el 25 de febrero de 1804; sin embargo, eligió a George Clinton de Nueva York como su candidato vicepresidencial.
Los residentes occidentales expresaron su descontento con Clinton como candidato. El 29 de junio de 1804 apareció un editorial, firmado por "True American," que denunció la coalició de Virginia y Nueva York, llamó a Clinton demasiado viejo, y pidió que electores votaran por Breckinridge. El 5 de julio, Breckinridge publicó una respuesta denunciando el editorial y animando que los electores votaran por Clinton.
Después de la Compra de Luisiana, Breckinridge se concentró en asegurar un voto para presentar la Duodécima Enmienda a los estaods para la ratificación. Aunque Breckinridge no estaba de acuerdo con todas las provisiones de la Enmienda, los republicanos-demócratas querían la ratificación antes de las elecciones de 1804 para evitar que el vicepresidente de Jefferson fuera hostil a su administración.
Breckinridge estaba a favor del proceso de destitución para el juez federal Timothy Pickering, y sirvió en el comité del Senado que preparó las reglas para el proceso de destitución para el juez de la Corte Suprema Samuel Chase.

## Fiscal general de los Estados Unidos
Cuando el fiscal general de los EE. UU. Levi Lincoln renunció en diciembre de 1804, el secretario del Tesoro Albert Gallatin buscó un reemplazo. Su primera opción, John Thomson Mason de Virginia, rechazó el nombramiento. El Secretario de la Armada Robert Smith deseó la oficina, y Jefferson acordó nombrarlo al cargo si podía encontrar un reemplazo para el Secretario de la Armada. Jefferson nombró al congresista Jacob Crowninshield, pero Crowninshield rechazó su nombramiento, y Smith fue obligado a continuar su servicio como secretario de la Armada. Entonces Jefferson ofreció la posición a Breckinridge. Breckinridge renunció del Senado el 7 de agosto de 1805 para aceptar el cargo. 
Su nominación fue confirmada el 20 de diciembre de 1805. Sirvió como el representante de los estados occidentales en las reuniones del gabinete de Jefferson. Fue juramentado para representar el gobierno federal ante la Corte Suprema el 12 de febrero de 1806. Durante su mandato, Breckinridge perdió cuatro casos, ganó un caso, y la Corte Suprema devolvió un caso para un nuevo juicio.
Breckinridge murió el 14 de diciembre de 1806 de tuberculosis. Breckinridge estaba enterrado en su plantación Cabell's Dale antes de estar enterrado de nuevo en el Cementerio de Lexington. El Condado de Breckinridge, Kentucky fue nombrado en su honor.